# BR7 Mobilidade
BR7 Mobilidade, conhecida anteriormente por SBCTrans, é a empresa responsável pelas linhas do transporte público coletivo da cidade de São Bernardo do Campo, região metropolitana de São Paulo.

## História
Fundada em 1998, é um consórcio entre as empresas Viação ABC e Viação Riacho Grande. Possuía, então, 52 linhas que ligavam os bairros da cidade. Para isto, contavam com 300 ônibus. Foi também colocada uma garagem em São Bernardo do Campo para os veículos.
Em 1999, a SBCTrans, colocou em meio à sua frota, vinte micro ônibus para operar em linhas com demanda menor.
Acompanhando a ideia do ano anterior, em 2000, foram colocados em circulação, mais 60 veículos do tipo micro ônibus. O objetivo era retirar o transporte clandestino da cidade.
Em 2004, foi a vez dos ônibus articulados. Com o aumento na frota, entraram em operação, 10 veículos do tipo articulado.
Em 2005, foram colocados à circular outros nove veículos mais acessíveis, do tipo Low-Entry. Destes, oito eram híbrido, criados pela Eletra. Além de fácil acessibilidade, os veículos poluíam menos que os comuns.
2006 foi o ano de renovação da frota. 70 novos entraram em circulação, substituindo os antigos.
Com o crescimento da demanda, em 2008, mais 50 veículos foram renovados. Desta vez, adaptados para portadores de necessidades especiais e três portas (Uma para embarque e duas para desembarque, contendo na porta central, elevadores para embarque/desembarque de cadeirantes).
Em 2009, foram comprados 25 novos ônibus para operarem nas linhas. Os veículos tinham o piso baixo (na altura do solo), facilitando a acessibilidade dos passageiros.
Em 2010, foi colocado na cidade o método de pagamento por meio de bilhete eletrônico. Em maio do mesmo ano, foram entregues mais 62 veículos, e em outubro, mais 30. Foi entregue o Terminal Tiradentes com integração das linhas do Terminal São Pedro.
Com o crescimento da frota, em 2011, foram colocados mais 50 carros em circulação.
Em 2012 foram adquiridos mais 50 ônibus, renovando parte da frota de 1998.
O ano de 2013 foi marcado pela aquisição de 50 modelos, dotados na nova tecnologia de motorização Euro V, que tem como objetivo diminuir de maneira bem significativa as emissões dos poluentes dos veículos a diesel.
Este recente lote de veículos foi encarroçado sob o modelo CAIO Apache VIP III.
E em 2015 o sistema de bilhete único de São Bernardo o Legal atingiu a marca de 300.000 usuários, também foram colocados novos ônibus, alguns deles com rede WiFi e tomada. Também em 2015 a empresa começou a implantar mais uma catraca dentro de alguns ônibus, são classificadas por cada tipo de cartão do bilhete único e tarifa feita à dinheiro, assim cada ônibus passa a ter duas catracas com objetivo de melhorar o embarque de passageiros. No mesmo ano, a cidade começa a implantar novos corredores de ônibus, entre ele o Leste-Oeste, João Firmino, Rudge Ramos e Alvarenga, as obras estão em andamento, e outras devem ser iniciadas, os ônibus adaptados aos corredores, com portas dos dois lados, já estão em teste.

## Atualmente
Atualmente, existem 72 linhas, 2300 colaboradores, mais de 400 veículos operando, sendo maioria adaptados para portadores de necessidades especiais, há também veículos articulados com rede wifi, tomadas e alguns dos veículos tem ar-condicionado.